# Station Podbór
Station Podbór is een spoorwegstation in de Poolse plaats Mniszek.